# God of War II
God of War II (GoW II) ist ein Videospiel aus dem Action-Adventure-Genre und der direkte Nachfolger von God of War (2005). Es wurde von dem kalifornischen SCE Santa Monica Studio entwickelt und 2007 von Sony Computer Entertainment für die Spielkonsole PlayStation 2 veröffentlicht. Wie im Vorgänger steuert der Spieler den Protagonisten Kratos, einen ehemaligen spartanischen Heerführer, durch eine Fantasywelt, die auf der griechischen Antike und ihrer Mythologie basiert. Kratos, der nach seinem Sieg über den Kriegsgott Ares dessen Stelle im Olymp eingenommen hat, wird zu Beginn der Handlung von Göttervater Zeus durch einen Trick seiner göttlichen Macht beraubt und getötet. Gerettet von der Titanenmutter Gaia, sucht der Spartaner die drei Moiren auf, um die Zeit zurückzudrehen und zusammen mit den Titanen an den Göttern Rache zu nehmen.
Die Fachpresse nahm God of War II ebenso wie seinen Vorgänger durchweg positiv bis sehr positiv auf. Gelobt wurden vor allem die Grafik und ihre technische Umsetzung auf der zum Zeitpunkt der Veröffentlichung vergleichsweise leistungsschwachen Spielkonsole PS2. Positiv angemerkt wurden zudem die kleinen Verbesserungen im Spielprinzip gegenüber dem vorherigen Teil, insbesondere der größere Umfang des Spiels mit mehr Endgegnern und mehr komplexen Rätseln. Das Spiel gewann einige Preise und wurde in zahlreiche Bestenlisten aufgenommen. Mit über 4,2 Millionen verkauften Exemplaren war es kommerziell ähnlich erfolgreich wie sein Vorgänger. Im April 2010 erschien es in Europa zusammen mit dem ersten Teil als God of War Collection mit überarbeiteter HD-Grafik für die PlayStation 3. Eine Portierung für die Handheld-Konsole PlayStation Vita kam im Mai 2014 auf den Markt.

## Handlung

### Szenario und Hintergrund
Das Szenario von God of War II bildet wie in der gesamten Spieleserie eine phantastische Version der griechischen Antike, in der Götter, Titanen, Fabelwesen und Heroen der griechischen Mythologie als Figuren auftreten. Die Handlung wird hauptsächlich in Einspielszenen erzählt, die entweder in der Spielgrafik oder in vorgerenderten Videosequenzen dargestellt werden.
In Rückblenden werden einige mythologische Hintergründe, insbesondere zum Verhältnis von Titanen und Göttern, eingeführt und damit die Motivationen der handelnden Figuren erklärt: Der Titan Kronos verschlang alle neugeborenen Kinder seiner Gemahlin und Schwester Rhea, aus Angst, dass diese sich gegen ihn erheben würden. Schließlich ersann Rhea eine List. Sie ließ ihren jüngsten Sohn Zeus von einem Adler zu einer fernen Insel bringen und täuschte Kronos mit einem Bündel aus Steinen, das dieser verschlang. Rheas Mutter Gaia ließ Zeus behütet und beschützt aufwachsen und bestärkte ihn in dem Wunsch, seine Brüder und Schwestern aus Kronos zu befreien. Doch bald bereute Gaia ihr Mitleid mit Zeus, denn dessen Rachedurst wendete sich nicht nur gegen Kronos, sondern gegen alle Titanen. Es kam zu einem gewaltigen Krieg zwischen Titanen und Göttern, der Titanomachie. Auf dem Höhepunkt der Schlacht erschuf Zeus die Klinge des Olymps, eine mächtige Waffe, die die Titanomachie zugunsten der Götter entschied. Die Titanen, darunter Kronos, Typhon, Prometheus und Atlas, wurden von Zeus verbannt und grausam bestraft.

### Geschichte
Auch nachdem Kratos nach seinem Sieg über Ares von Athene als der neue Gott des Krieges in den Olymp aufgenommen wurde, quälen ihn die schrecklichen Albträume und Visionen seiner früheren Taten (siehe God of War (2005)#Handlung). Mit seiner spartanischen Armee wütet er, von den anderen Göttern gemieden und gehasst, noch grausamer als zuvor Ares. Als er von Athene, die als Letzte noch an seiner Seite steht, gewarnt wird, wendet er sich auch von ihr ab und greift zugunsten seiner Spartaner bei der Eroberung von Rhodos ein. Doch ein riesiger Adler beraubt Kratos eines Teils seiner göttlichen Macht und belebt damit den Koloss von Rhodos, eine gewaltige mechanische Bronzestatue. Kratos hält dies zunächst für einen Verrat Athenes, in Wahrheit hat Zeus die Gestalt des Adlers angenommen und täuscht Kratos, indem er ihm die Klinge des Olymps als Hilfe im Kampf gegen den Koloss anbietet. Kratos müsse nur seine gesamten göttlichen Kräfte in das Schwert übertragen. Kratos fällt auf den Trick herein und wird sterblich. Als er ein letztes Angebot von Zeus, sich ihm zu unterwerfen, ausschlägt, tötet der Göttervater Kratos mit der Klinge und vernichtet seine spartanische Armee. Kratos wird in den Hades gerissen, wird aber von Gaia gerettet und ins Reich der Lebenden zurückgebracht. Gaia bietet Kratos ihre Hilfe im Kampf gegen Zeus an: Kratos solle die Schicksalsgöttinnen, die Moiren, aufsuchen, um in der Zeit zurückzukehren zu dem Moment, bevor Kratos von Zeus verraten worden ist.

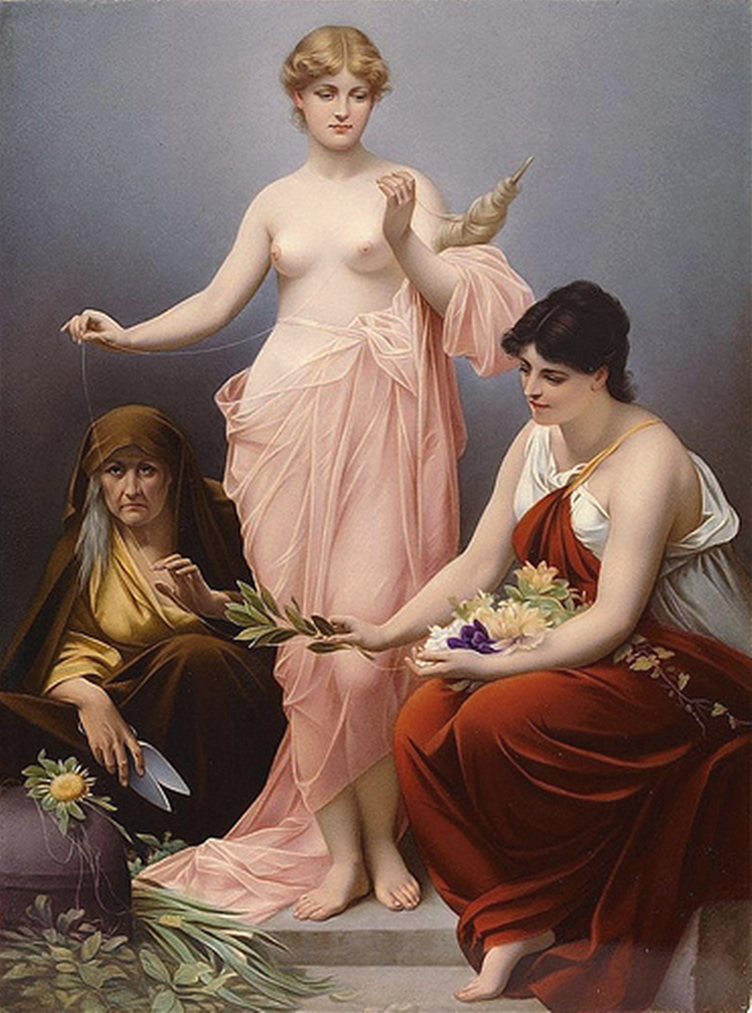
Die drei Schicksalsgöttinnen, Gemälde von Paul Thumann

Ein Pegasus bringt Kratos zur ersten Station auf seiner Reise zu den Moiren, einem verschneiten Gebirge, in das Zeus die Titanen Typhon und Prometheus verbannt hat. Der Spartaner raubt Typhon einen magischen Bogen und erlöst damit Prometheus von den schrecklichen Qualen, mit denen er von Zeus bestraft wurde. Prometheus’ Tod setzt die Macht der Titanen frei, die von nun an auch Kratos zusätzliche Stärke verleiht. Auf seinem weiteren Weg zu den Schicksalsgöttinnen auf der Insel der Schöpfung trifft er nacheinander auf Theseus, Perseus und Ikarus, die selbst mithilfe der Moiren ihr Schicksal ändern wollen und versuchen, den Spartaner aufzuhalten; alle drei werden von Kratos im Kampf getötet.
Mit den Flügeln des Ikarus gelangt Kratos zu dem gewaltigen Titanen Atlas, der von Zeus dazu verbannt wurde, das Himmelsgewölbe zu stützen. Atlas hilft dem Spartaner, indem er ihn mit einer mächtigen Zauberfähigkeit ausstattet und ihm offenbart, dass die Klinge des Olymps der Schlüssel im Kampf gegen die Götter ist. Außerdem ermöglicht er ihm, den Palast der Schicksalsgöttinnen auf der Insel der Schöpfung zu erreichen. Dort offenbart sich Athene dem Spartaner in einem letzten Versuch, ihn zur Vernunft zu bringen. Sie warnt ihn, dass den Halbwahrheiten der Titanen nicht zu trauen sei, und versucht ihm zu erklären, dass Zeus nur den Olymp beschützen wolle, weil er die Zerstörung von allem, wofür er stehe, fürchte. Als Kratos jedoch von dem einzigen überlebenden Soldaten seiner spartanischen Armee erfährt, dass Sparta und das spartanische Heer von Zeus vollständig vernichtet worden ist, ist sein Verlangen nach Rache größer als je zuvor – und wird von Gaia weiter bestärkt.
Als Kratos die Festung der Schicksalsgöttinnen, der drei Schwestern Lachesis, Atropos und Klotho, erreicht, weigern sich diese, ihm zu helfen: Kratos’ Schicksal sei bereits vollständig durch die Fäden der Moiren vorherbestimmt und könne nicht mehr geändert werden. Doch der Spartaner nimmt den Kampf gegen die Schwestern auf. In brutalen Endkämpfen tötet er schließlich alle drei und erhält dadurch die Kontrolle über seinen Schicksalsfaden. Damit kann Kratos die Zeit bis vor seinem Tod in Rhodos zurückdrehen, wo es zu einem langen Endkampf zwischen Kratos und Zeus kommt. Schließlich gewinnt der Spartaner die Oberhand. In diesem Moment erscheint Athene, und als Kratos mit dem Schwert des Olymps ausholt, um Zeus zu töten, wirft sie sich dazwischen und opfert sich, um den Olymp zu retten. Im Sterben offenbart sie Kratos, dass Zeus sein Vater ist, was ihn von Geburt an zu einem Halbgott und Athene zu seiner Halbschwester macht.
Kratos reist mithilfe seines Schicksalsfadens bis zur Zeit der Titanomachie zurück. Dort überzeugt er Gaia, dass die Titanen den großen Krieg gewinnen können, wenn sie mit ihm in seine Zeit zurückkehren. Die letzten Szenen zeigen, wie Zeus die Götter Poseidon, Hades, Helios und Hermes mit einer Rede auf einen bevorstehenden Kampf einschwört, während Kratos auf Gaia und die anderen Titanen den Olymp erklimmen.

## Spielprinzip

### Allgemeines

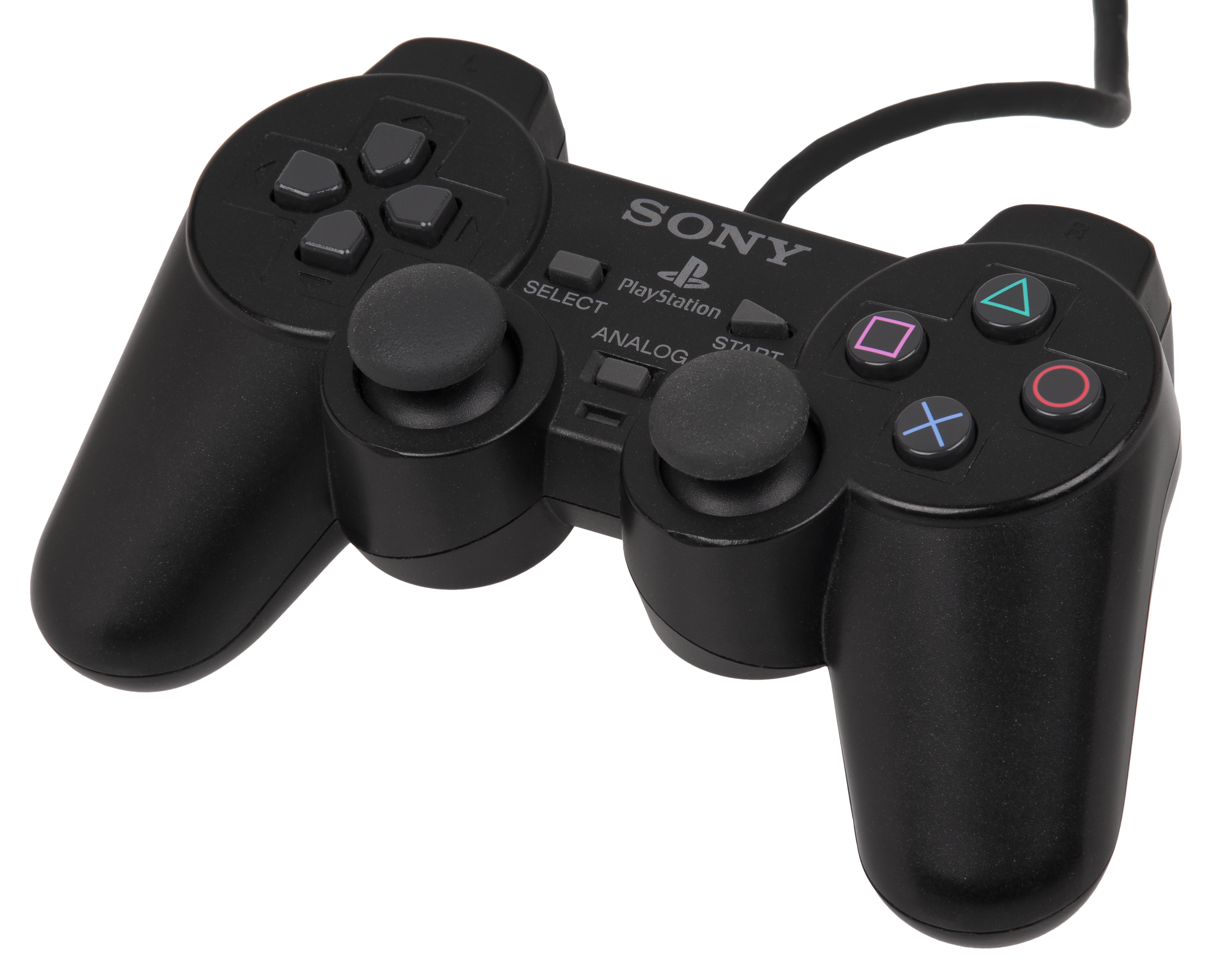
Die Spielfigur wird mit dem Gamepad der Konsole gesteuert

Das Spielprinzip von God of War II gleicht im Wesentlichen dem seines Vorgängers. Einen Schwerpunkt bilden actionreiche Kämpfe, bei denen die Spielfigur Kratos zumeist gegen mehrere computergesteuerte Gegner gleichzeitig antreten und alle besiegen muss. Diese Kampfsequenzen wechseln mit Situationen ab, in denen durch Interagieren mit Objekten wie Hebeln, Schaltern oder Blöcken Rätsel gelöst werden müssen, um den nächsten Abschnitt erreichen zu können. Als weitere Komponente enthält das Spielprinzip Jump-’n’-Run-Abschnitte, in denen die Spielfigur durch geschicktes Springen, Klettern und Balancieren durch die Spielumgebung bewegt wird. Dabei steuert sie der Spieler mit dem linken Analog-Stick des Gamepads und lässt sie durch Drücken einer Taste springen. Wie beim Vorgänger lässt sich die Ansicht der Kamera, die in der Third-Person-Perspektive der Spielfigur in ihrer dreidimensionalen Umgebung folgt, nicht manuell ändern. Wenn Kratos von den Gegnern besiegt wird oder in einen Abgrund stürzt, wird die Spielfigur zu einem Checkpunkt vor dem Kampf oder der Jump-’n’-Run-Passage zurückgesetzt. Dem Spieler stehen dabei beliebig viele Versuche zur Verfügung. An speziellen, in der Spielwelt verteilten Speicherpunkten kann zudem der Spieler seinen Spielstand abspeichern.

### Waffen und Kämpfe
Kratos’ Hauptwaffe sind wie im vorherigen Teil zwei gezackte Klingen, die nun „Athenes Klingen“ genannt werden. An ihnen sind Ketten befestigt, die um Kratos’ Handgelenke und Unterarme geschlungen sind. Dadurch kann die Spielfigur die Klingen nicht nur im Nahkampf verwenden, sondern sie bis zu einer bestimmten Reichweite auch als Fernkampfwaffen einsetzen, indem sie an den Ketten herumgewirbelt werden. Im Laufe der Handlung erhält die Spielfigur außerdem einen großen Kriegshammer, den „Barbarenhammer“, und einen magischen Speer, den „Speer des Schicksals“, als Zweitwaffen. Kratos wird außerdem nach und nach mit einigen magischen Fähigkeiten ausgestattet, mit denen er beispielsweise Windprojektile verschießen, Gegner versteinern oder die Erde erbeben lassen kann. Diese Zauberfähigkeiten können nur benutzt werden, wenn die Spielfigur über ausreichend Magiepunkte verfügt.

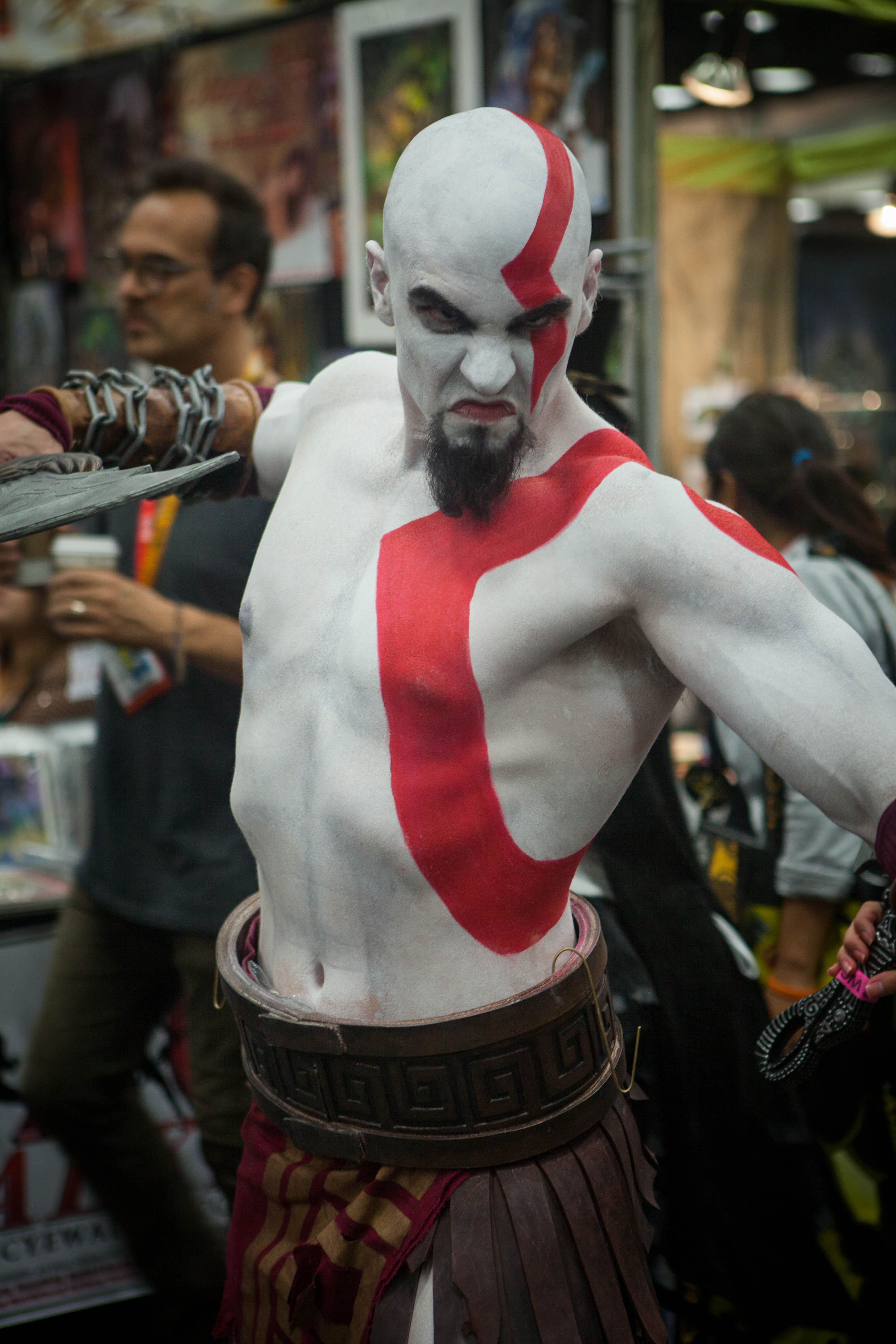
Cosplayer verkleidet als Kratos

Das eigentliche Kampfsystem blieb gegenüber dem Vorgänger nahezu unverändert: Die Spielfigur beherrscht als Grundangriffe einen leichten, schnellen und einen schweren, aber dafür langsameren Schlag. Diese können zu verschiedenen Angriffsketten (sogenannten Combos) kombiniert werden. Gegnerische Angriffe können abgeblockt, gekontert oder durch schnelle Ausweichbewegungen mit dem rechten Analogstick des Gamepads vermieden werden. Sind die Gegner ausreichend geschwächt, erscheint eine Anzeige, die dem Spieler signalisiert, dass sie nun durch Drücken einer Taste endgültig vernichtet werden können. Bei Endgegnern und größeren normalen Gegnern wie Minotauren, Gorgonen oder Zyklopen wird dazu ein Quick-Time-Event initiiert, in dem der Spieler auf dem Bildschirm angezeigte Tasten rechtzeitig drücken muss, während die Spielfigur automatisch die zugehörigen Kampfaktionen ausführt (siehe Finishing Moves). Kleinere Gegner wie Untote oder Harpyien können hingegen mit einer Taste ergriffen und anschließend entweder mit den Klingen erstochen, auseinandergerissen oder auf andere Gegner geschleudert werden. Ein neues Action-Element in God of War II sind Abschnitte, in denen Kratos auf einem Pegasus durch die Spielwelt fliegt und sich dabei angreifender Gegner erwehren muss.
Das als „Götterzorn“ aus God of War bekannte Taktikelement wurde unter der neuen Bezeichnung „Titanenzorn“ in ähnlicher Weise implementiert: Durch das Besiegen von Feinden füllt sich langsam eine Anzeige auf dem Bildschirm. Auf Tastendruck kann für kurze Zeit ein Zustand ausgelöst werden, in dem normale Angriffe wesentlich wirksamer sind und zusätzliche Combos möglich werden. Dabei leert sich die Titanenzorn-Anzeige. Im Gegensatz zum Vorgänger kann also die Zornleiste auch benutzt werden, wenn sie nicht vollständig aufgeladen ist, und muss bei einem Einsatz nicht vollständig entleert werden. Je nach Gegnertyp und Art der Vernichtung erhält der Spieler sogenannte Orbs, leuchtende Kugeln, die in vier verschiedenen Farben existieren: grüne und blaue für das Auffüllen von Lebensenergie bzw. Magiepunkten sowie rote für das Sammeln von Erfahrung, mit der Waffen und Zauber aufgestuft werden können; goldene Orbs füllen die Zornleiste schnell auf.

### Erkundung, Rätsel und Geschicklichkeit
In der Spielwelt verstreut befinden sich Truhen mit unterschiedlichen Inhalten. Vor und nach Kampfabschnitten dienen Truhen mit grünen oder blauen Orbs dazu, die Lebensenergie und die Magiepunkte aufzufüllen. Meist versteckt, also nur durch genaues Erkunden der Umgebung zu entdecken, sind Truhen mit roten Orbs oder aber mit sogenannten Gorgonenaugen und Phönixfedern: Das sind Sammelgegenstände, die die maximalen Lebens- und Magiepunkte erhöhen. Rote Orbs kann der Spieler auch erhalten, indem er Kisten oder Vasen in der Umgebung zerschlägt. Neu eingeführt wurde in diesem Teil eine neue, sehr seltene und schwierig zu erreichende Art von Truhen. Diese enthalten sogenannte Urnen, mit denen der Spieler Spezialfähigkeiten, wie beispielsweise unbegrenzte Magiepunkte, freischalten kann, wenn er das Spiel auf einem bereits bewältigten Schwierigkeitsgrad erneut durchspielt.
An zahlreichen Stellen im Spiel müssen Rätsel gelöst werden, um den nächsten Abschnitt erreichen zu können. Dabei handelt es sich häufig um Puzzle-artige Aufgaben, bei denen beispielsweise Steinblöcke oder Zahnräder zusammengesetzt oder auch mechanische Maschinen richtig bedient werden müssen. Kratos kann dazu große Gegenstände über den Boden schieben oder mit einem Tritt durch den Raum kicken. Einige Rätselaufgaben sind actionbasiert, da sie innerhalb einer vorgegebenen Zeitspanne absolviert werden müssen oder sogar direkt in einen Kampf integriert sind. Insbesondere Kämpfe gegen Endgegner sind im Allgemeinen so angelegt, dass sie nur durch geschickten und wohlüberlegten Einsatz von Objekten in der Spielumgebung gewonnen werden können. Die Spielfigur erhält in God of War II eine neue Fähigkeit, die in zahlreichen Rätseln zum Einsatz kommt: Kratos kann mit einem magischen Amulett für einige Sekunden die Zeit stark verlangsamen, wenn er sich in der Nähe bestimmter Statuen befindet.
Das Spiel enthält zudem eine ausgeprägte Jump-’n’-Run-Komponente: So beherrscht Kratos den häufiger in diesem Genre anzutreffenden Doppelsprung; er kann also während er sich bei einem Sprung in Luft befindet, ein zweites Mal springen. Die Spielfigur hat zahlreiche weitere Bewegungsmöglichkeiten, mit denen Hindernisse in der Spielumgebung überwunden werden können: Sie kann sich beispielsweise an Seilen entlanghangeln, auf schmalen Balken und Vorsprüngen balancieren sowie an Netzen und mit Hilfe der Klingen auch an rauen Wänden klettern. Kratos kann schwimmen und unter Wasser tauchen. Ab einem bestimmten Punkt in der Handlung erhält die Spielfigur die sogenannten „Ikarus-Flügel“, mit denen sie kurze Strecken durch die Luft gleiten kann. Eine weitere Neuerung in diesem Teil ist die Möglichkeit, die Klingen an speziell markierten Stellen als Wurfhaken zu verwenden und sich an den daran befestigten Ketten hochzuziehen oder sich über einen Abgrund zu schwingen.

## Entwicklung

### Überblick
God of War II wurde wie alle Haupttitel der Reihe von dem kalifornischen SCE Santa Monica Studio, einem Teil der Sony Interactive Entertainment Worldwide Studios, entwickelt. Die erste Ankündigung des Spiels fand im Rahmen der Game Developers Conference im März 2006 statt, also ein Jahr nach der Veröffentlichung des Vorgängers. Die leitenden Rollen des Game Directors und des Lead Designers hatte bei diesem Teil der Lead Animator des ersten Teils, Cory Barlog, inne. David Jaffe, der Director und Lead Designer von God of War, zog sich aus der eigentlichen Entwicklungsarbeit zurück und wird in den Credits als Creative Director geführt. Die Produzentin war erneut Shannon Studstill, die 1999 SCE Santa Monica Studio mitbegründet hatte. Als Spiel-Engine kam wie beim Vorgänger die vom Studio selbst für das futuristische Rennspiel Kinetica (2001) entwickelte Kinetica-Engine zum Einsatz.

### Design-Entscheidungen
“I’m a storyteller by heart. I love to tell stories. And being in a position where I can tell the story, and I can craft the entire game the way I want it to be told – I’m set. The only other thing higher than this for me is to go direct some movies. I’ll go do that, but beyond that, I’ll stay in this job.”

„In meinem tiefsten Herzen bin ich Geschichtenerzähler. Ich liebe es, Geschichten zu erzählen. Und wenn ich in einer Position bin, in der ich die Geschichte erzählen kann, und ich das ganze Spiel so gestalten kann, wie ich will, dass es erzählt wird – dann bin ich bereit. Die einzige andere Sache, die noch größer für mich ist, ist es bei einem Film Regie zu führen. Das werde ich machen, aber bis dahin bleibe ich bei diesem Job.“

In einem Interview mit IGN erklärte Cory Barlog, dass die Hauptziele für einen Nachfolger von God of War die Fortführung der Handlung, eine Erweiterung durch einige Elemente, die im ersten Teil nicht aufgegriffen werden konnten, sowie das Vorhaben, epische Momente eher in den Spielszenen selbst als in Videosequenzen zu präsentieren, gewesen seien. Dabei waren keine dramatischen Änderungen gegenüber dem Vorgänger geplant; es gebe aber eine größere Auswahl an Endgegnern und man habe versucht, die Grenze zwischen normalen Gegnern und Endgegnern aufzuweichen.
In Bezug auf die Handlung sei es das Ziel der Autoren gewesen, die Spieler wieder in eine selbst geschaffene mythologische Welt mitzunehmen, in der Kratos’ Kampf mit den Göttern weitererzählt wird. Barlog sagte, er habe für die ersten Entwürfe des Skripts selbst viele griechische Mythen studiert, um zur Handlung passende Elemente auszuwählen. Er sei aber von den Kollegen häufig darauf hingewiesen worden, dass das Projekt „keine Geschichtsstunde“, sondern ein Action-Adventure ist. Das seien wertvolle Kritikpunkte gewesen, denn es gehe ja um den Spaß, sich in der mythologischen Welt zu verlieren, und nicht darum, sich ständig fragen zu müssen, wer diese oder jene Figur ist und wie sie mit den anderen in Beziehung steht.
Zum Aspekt des Kampfsystems erklärten Barlog und der Kampf-Designer Derek Daniels, dass das elementbasierte Magiesystem eine größere Rolle spielen sollte als beim Vorgänger. So habe man als technische Verbesserung die Funktion implementiert, die Spielfigur auch während magischer Angriffe zu bewegen. Der Spieler könne nun beispielsweise beim Zielen mit dem Windbogen seitlich nach links und rechts ausweichen. Zudem sei es jetzt möglich, während einer physischen Angriffskombination flüssig von der Primär- auf die Sekundärwaffe wechseln. Bezüglich der Rätselelemente habe man darauf geachtet, die ausgewogene Mischung aus Rätsellösen, Erkundung und Kampf des Vorgängers beizubehalten. Da man nun wisse, was beim ersten Teil funktioniert habe und was nicht gut ankam, könne man dies für die Balance im zweiten Teil verwenden. In Bezug auf die technischen Verbesserungen an der Grafik von God of War II betonte Barlog den höheren Detailgrad in der Darstellung der Spielfigur Kratos selbst und an seiner Kleidung. Außerdem laufe die Spielfigur nun etwas schneller, wobei dennoch die Bewegungsabläufe vollständig flüssig gehalten werden konnten. Es sei auch gelungen, einige zusätzliche optische Effekte zu realisieren, zum Beispiel den sogenannten Light Bloom, also an Kanten überstrahlendes Licht.

### Musik und Synchronisation
Die Musik des Spiels wurde von Gerard Marino, Ron Fish, Mike Reagan und Cris Velasco komponiert, die alle vier auch schon beim Vorgänger mitgewirkt hatten. Der Soundtrack wurde im April 2007 auf CD veröffentlicht; er umfasst 27 Musikstücke mit einer Gesamtlänge von 68:12. In einer Rezension des Albums für Square Enix Music Online vergab der Kritiker Dave Valentine die Wertung 8 von 10 Punkten. Er sah es auf demselben Niveau wie den Soundtrack des Vorgängers und stellte fest, dass sich dieses Mal die einzelnen Stücke der verschiedenen Komponisten deutlicher voneinander abgrenzen würden. In einer Rezension für IGN wurde die Spielmusik als eine eindrucksvolle orchestrale Leistung bezeichnet, die perfekt zum Stil des Spiels, seiner Thematik und seinen aggressiven Kämpfen passe. Dadurch sei der Soundtrack jedoch deutlich besser darauf abgestimmt, ein Teil des gesamten Spielerlebnisses zu sein, als eine eigenständige musikalische Erfahrung. IGN vergab 7,2 von 8 Punkten.
Wie im Vorgänger wurde Kratos im englischen Original von dem US-amerikanischen Sänger, Schauspieler und Synchronsprecher Terrence C. Carson und Athene von der britischen Schauspielerin und Sprecherin Carole Ruggier synchronisiert; die Rolle des Zeus sprach Corey Burton. Die Oscar-Preisträgerin Linda Hunt vertonte die Rolle der Titanin Gaia, die wie im Vorgänger auch die Erzählerin der Handlung darstellt. Insgesamt umfasst die englische Synchronisation 26 Sprechrollen. Die deutsche Stimme von Kratos ist wie im Vorgänger der beispielsweise als Synchronsprecher von Dwayne Johnson bekannte Ingo Albrecht.

## Veröffentlichung

### Termine
God of War II wurde am 13. März 2007 von Sony Computer Entertainment in Nordamerika erstveröffentlicht. In Europa brachte der Konzern das Spiel ab dem 27. April desselben Jahres auf dem Markt, in Deutschland und Australien erschien es wenige Tage später. Diese auf die PAL-Fernsehnorm lokalisierte Fassung enthält neben der englischen eine deutsche, französische, italienische und spanische Synchronisation. Die PAL-Version erschien in zwei verschiedenen Ausgaben: in der Standardversion mit dem Spiel auf einer DVD-ROM und in einer Spezialedition, die eine zweite DVD mit Entwicklertagebüchern, Trailern und Artwork enthält. In Japan wurde God of War II unter dem Titel God of War II: Shūen e no Jokyoku (jap. ゴッド・オブ・ウォーII 終焉への序曲, etwa „God of War II: Ouvertüre zum Untergang“) am 25. Oktober 2007 von dem dort ansässigen Videospielunternehmen Capcom veröffentlicht.

### Kontroverse um eine Werbeveranstaltung
Sony Computer Entertainment wurde im Vorfeld der Veröffentlichung des Spiels für eine Werbeveranstaltung in Athen, in der der Körper einer geköpften Ziege als Dekoration verwendet wurde, stark kritisiert. Die britische Boulevardzeitung Daily Mail griff einen Bericht einer Spielezeitschrift zu diesem Event auf und veröffentlichte in ihrer Sonntagsausgabe einen Artikel mit der Schlagzeile „Slaughter: Horror at Sony’s depraved promotion stunt with decapitated goat“ (etwa „Schlachtung: Horror bei Sonys verkommenem Werbegag mit geköpfter Ziege“). Das Blatt zitierte darin einen Sprecher der Tierschutzorganisation IFAW, der Sonys Aktion als verachtenswert, dumm und völlig ungerechtfertigt bezeichnete. Der britische Labour-Abgeordnete und Campaigner gegen Gewalt in Computerspielen Keith Vaz warf Sony laut dem Daily-Mail-Artikel ein Versagen in seiner sozialen Verantwortung als globaler Unterhaltungskonzern vor. Er hätte deshalb Verständnis dafür, wenn nicht nur das Spiel selbst, sondern auch andere Sony-Produkte boykottiert würden. Daraufhin erklärte ein Sprecher von Sony Computer Entertainment in einer Stellungnahme, dass der Artikel der Daily Mail Falschaussagen und Übertreibungen enthalte. Insbesondere sei die tote Ziege bei einem Metzger besorgt und diesem nach der Veranstaltung zurückgebracht worden. Dennoch sei die Aktion geschmacklos und liege unter den hohen Verhaltensstandards des Unternehmens. Der Sprecher entschuldigte sich für den Vorfall und kündigte Untersuchungen an, um dessen genaue Umstände aufzuklären.

### Portierungen und Kompilationen
Sony Computer Entertainment veröffentlichte am 17. November 2009 in Nordamerika und am 30. April 2010 in Europa God of War II zusammen mit dem Vorgänger God of War auf einer Blu-ray Disc unter dem Titel God of War Collection für die PlayStation 3. Das Remaster der beiden Spiele in hochauflösender Grafik (Auflösung 720p mit einer Bildfrequenz von 60 Bildern pro Sekunde und zweifachem Antialiasing) führte das texanische Entwicklerstudio Bluepoint Games in nur drei Monaten durch. Seit Oktober 2010 kann die God of War Collection auch als kostenpflichtiger Download im PlayStation Store bezogen werden. Im August 2012 veröffentlichte Sony Computer Entertainment God of War II als Teil einer Kompilation der ersten fünf Teile der God-of-War-Reihe auf zwei Blu-ray Discs unter dem Titel God of War Saga in Nordamerika für PlayStation 3. In der lokalisierten HD-Version von God of War II wurde eine einzelne Videosequenz abgeändert: Eine in der Originalversion nackt dargestellte junge Frau wurde mit einem Tuch bedeckt.

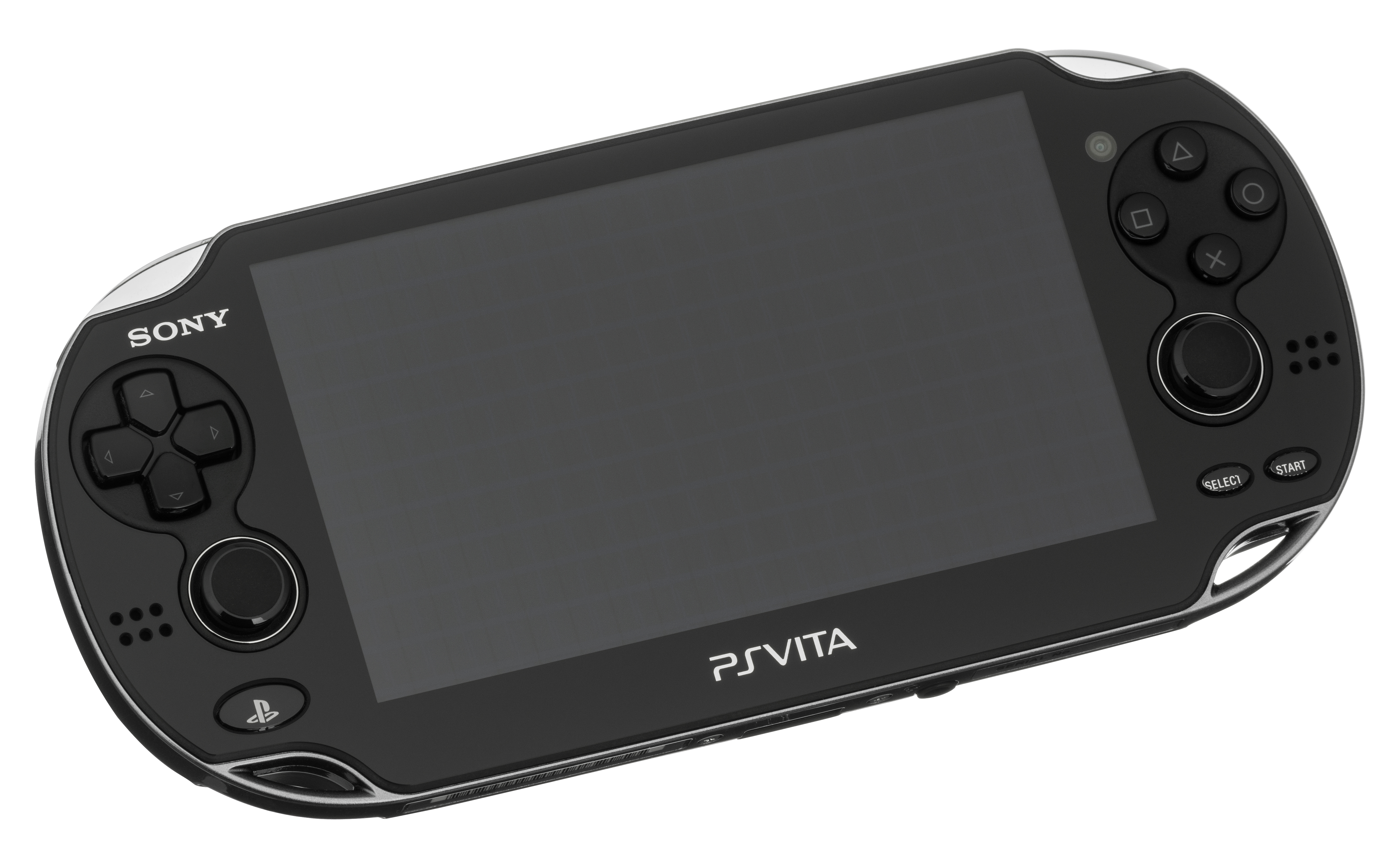
Handheld-Konsole PlayStation Vita

Eine Portierung der God of War Collection für die Handheld-Konsole PlayStation Vita wurde von Sony Computer Entertainment weltweit im Mai 2014 veröffentlicht. Verantwortlich für die Umsetzung war das kalifornische Entwicklerstudio Sanzaru Games, das vor allem für die Entwicklung des Teils Sly Cooper: Jagd durch die Zeit der Jump-’n’-Run- und Stealth-Spielreihe Sly Cooper und für die Portierung von dessen Vorgängern auf PS3 und PS Vita bekannt geworden war. Für die Grafikdarstellung der beiden Spiele der God of War Collection wird deren originale Grafikauflösung von 720 × 408 Pixel auf die 960 × 544 Pixel des PS-Vita-Bildschirms hochskaliert. Zum Wechsel der Zauberfähigkeiten der Spielfigur wird der Touchscreen der Handheld-Konsole verwendet; das Touchpad auf der Geräterückseite ersetzt zwei bei der PS Vita fehlende Tasten des PS2-Gamepads.

### Verkaufszahlen
God of War II war in seinem Veröffentlichungsmonat März 2007 mit über 830.000 abgesetzten Einheiten das mit Abstand meistverkaufte Computerspiel. Laut Sony Computer Entertainment wurden von der erstveröffentlichten PS2-Version des Spiels bis Ende Mai 2012 weltweit mehr als 4,2 Millionen Exemplare verkauft, davon etwa 1,6 Millionen in Europa. Damit war es ähnlich erfolgreich wie sein Vorgänger (ca. 4,6 Millionen weltweit und ebenfalls ca. 1,6 Millionen in Europa). Hinzu kommen bis zu diesem Zeitpunkt mehr als 2,4 Millionen (Europa: ca. 510.000) verkaufte Einheiten der PS3-Version als Teil der God of War Collection. Die Website VG Chartz schätzt die Anzahl der bis März 2017 verkauften Exemplare der PS-Vita-Version auf 220.000 (Europa: ca. 70.000).

## Rezeption

### Rezensionen
God of War II wurde von der Kritik durchweg positiv bis sehr positiv beurteilt: Bei Metacritic, einer Website für Medienbewertungen, erzielte das Spiel 93 %. Bei GameRankings, einem anderen Aggregator-Dienst, erreichte es einen Wertungsschnitt von 92,68 %.
Chris Roper bezeichnete God of War II in einer Rezension für das Online-Magazin IGN als bestes Actionspiel aller Zeiten. Es übertreffe seinen Vorgänger in jedem Aspekt, wenn auch jeweils nur knapp. Damit sei es eher ein Evolutionsschritt als ein revolutionärer Entwicklungssprung, aber es perfektioniere die Formel, die das Originalspiel etabliert habe. Die Handlung verwende noch mehr Anleihen aus der griechischen Mythologie mit einer großen Anzahl an Schauplätzen und Charakteren, die dieses Mal auch Handlungsmotive wie Macht und Gier deutlich machen. Darüber hinaus erschaffe der Ablauf des Spiels mit seinen sich abwechselnden Kämpfen und Rätseln eine Spielerfahrung, die in einem perfekten Tempo voranschreite. Die gewaltigen Größenverhältnisse der Szenarien, die bereits im ersten Teil beeindruckt hätten, seien in God of War II noch übertroffen worden, beispielsweise in einem Abschnitt mit mechanischen Pferdestatuen, die im Verhältnis zu Kratos so groß sind, dass er problemlos auf ihren Zügeln entlanglaufen könne. Als weitere Verbesserungen lobte Roper die deutlich größere Anzahl an Endgegnern und deren Abwechslungsreichtum sowie die spaßigen und „cool“ aussehenden Action-Flugszenen auf dem Pegasus.
Zu einer ähnlich positiven Einschätzung kam auch Paul Kautz vom Magazin 4Players, der sich vor allem über die technische Umsetzung des Spiels auf der zu diesem Zeitpunkt bereits altersschwachen Hardware der PS2 erstaunt zeigte: „Eine technische Unglaublichkeit, die ganz nebenbei auch noch spielerisch problemlos und nachhaltig ans Gamepad kettet“, so Kautz in seinem Fazit. Einige kleine Technikschwierigkeiten seien dennoch zu bemerken. So komme es stellenweise zu ruckelnden Bildern und mitunter trete das Grafikproblem des sogenannten Screen Tearings auf. God of War II biete aber durchweg eine grandiose Action, die mit einem „Paukenschlag“ beginne, der jedes andere Actionspiel „wie eine Schnecke“ aussehen lasse, 15 Stunden lang Schlag auf Schlag von einem Superlativ zum nächsten gehe und für den Endkampf nochmals alle Schleusen öffne. Man könne dem Spiel zwar vorhalten, dass es beispielsweise beim Kampfprinzip gegenüber seinem Vorgänger kaum Neuerungen biete, durch seine „unglaubliche Lässigkeit und Eleganz“ der Angriffe und seine „herrlich dreckige Brutalität“ sei es aber „bestes Actionkino für Erwachsene“.
Auch Alex Navarro vom Onlinemagazin GameSpot sah God of War II in allen Aspekten seinem Vorgänger als mindestens ebenbürtig oder leicht überlegen und bezeichnete das Spiel als einen „Schwanengesang“ für die PS2, wie man ihn sich nicht besser vorstellen könne. Das Spiel erzähle eine interessante Geschichte gerade auch deshalb, weil sie nicht Kratos selbst in den Mittelpunkt stelle, sondern mit den Mythen und Legenden über Götter und Titanen einen Hintergrund für das Chaos entwickele, in das sich Kratos selbst gebracht habe. Etwas frustrierend sei in diesem Zusammenhang der offene Schluss, der mit einem Cliffhanger einfach nur auf eine Fortsetzung verweise, ohne einige lose Enden aufzuarbeiten. Navarro zeigte sich auch ein wenig enttäuscht darüber, dass das Kampfprinzip gegenüber dem Vorgänger kaum Neuerungen vorweisen könne. Zumindest in den unteren beiden Schwierigkeitsgraden des Spiels würden die Kämpfe immer noch nur wenig Aufmerksamkeit erfordern, da man durch einfaches Drücken der Angriffstasten eindrucksvolle Combos auslösen könne. Der Rezensent bemerkte allerdings eine Verbesserung bei den „trickreich designten“ Rätselabschnitten und den Jump-’n’-Run-Passagen, die deutlich weniger frustrierend seien als im Vorgänger.
Die technische Umsetzung der HD-Portierung von God of War II in der God of War Collection für die PlayStation 3 wurde von der Fachpresse allgemein gelobt. Die PlayStation-Vita-Version der Kollektion erhielt hingegen nur durchschnittliche Kritiken (siehe God of War (2005)#Portierungen).

### Auszeichnungen, Nominierungen und Bestenlisten
God of War II konnte einige Videospielpreise gewinnen und war für weitere nominiert. Das Spiel erhielt zwei Auszeichnungen der British Academy Video Games Awards 2007 für „Handlung und Figuren“ sowie für „Technische Verdienste“, in drei weiteren Kategorien war es nominiert. Bei der 12. Verleihung des Film- und Medienpreises Satellite Award gewann es die Auszeichnung als „Herausragendes Action-Adventure-Spiel“. Bei den Golden Joystick Awards siegte es in der Kategorie „Play-Station-2-Spiel des Jahres“. Das Spiel erhielt außerdem bei den Spike Video Game Awards Nominierungen als „Bestes Actionspiel“ und für die beste Musik („Best Original Soundtrack“).
God of War II belegt in verschiedenen Bestenlisten vordere Plätze. So stuften es die Redakteure bei IGN im Jahr 2009 als das zweitbeste PS2-Spiel ein, hinter Grand Theft Auto: San Andreas. In einer ähnlichen Liste der Top-25-PS2-Spiele des Online-Magazins GamesRadar wurde God of War II 2016 vor Metal Gear Solid 3: Snake Eater und Grand Theft Auto: San Andreas sogar auf den ersten Patz gewählt.

### Weitere gesellschaftliche Rezeption
Einige Aspekte von God of War II wurden, wie auch bei anderen Teilen der Reihe, in einen Zusammenhang mit dem allgemeinen gesellschaftlichen Diskurs über Computerspiele gestellt, insbesondere die Gewaltelemente und die Darstellung von Frauenfiguren. Einige Rezensionen, insbesondere in deutschsprachigen Publikationen, warnten mögliche Käufer vor der Gewalthaltigkeit des Spiels oder bezeichneten diese als unnötig übertrieben. Beispielsweise sprach Paul Kautz von 4Players die Warnung aus: „Ach ja: God of War 2 ist brutal, höllisch brutal.“ So würden nicht nur mythologische Fabelwesen in „Seen von Blut und Einzelteilen“ vergehen, Kratos habe auch kein Problem damit, das eine oder andere benötigte Menschenopfer zu bringen. In einer Besprechung von God of War II bei Stern.de bezeichnete der Rezensent das Spiel zwar als „digitales Action-Feuerwerk“, das man „haben müsse“, gab aber zugleich die Warnung, dass „moralische Bedenken hier ebenso fehl am Platz sind wie Kinder vor dem Bildschirm“. Das Spiel sei „eine blutige Schlachtplatte, gespickt mit Grausamkeiten, ohne die der Titel keinen Deut schlechter wäre“. Clemens Eisenberger vom Online-Magazin Spieletipps.de zeigte sich angesichts der Gewaltdarstellungen verwundert, dass das Spiel in Deutschland völlig unzensiert eine problemlose Freigabe „ab 18 Jahren“ durch die Unterhaltungssoftware Selbstkontrolle (USK) erhielt. Obwohl nämlich beim Vorgängerspiel God of War bereits für die PAL-Version eine Szene zensiert worden war, hatte ihm die USK zunächst eine Alterseinstufung verweigert, sodass es erst nach einer Vorlage bei der Bundesprüfstelle für jugendgefährdende Medien (BPjM) und einer anschließenden erneuten Prüfung durch die USK in Deutschland veröffentlicht werden konnte (siehe God of War (2005)#Kontroverse um die Veröffentlichung in Deutschland).
Das God-of-War-Franchise stand zudem wiederholt als Negativbeispiel zum Thema Sexismus in Videospielen in der Kritik. Im Rahmen der sogenannten Gamergate-Kontroverse, bei der unter anderem Spieleentwicklerinnen und Redakteurinnen von Spielezeitschriften, die sich gegen sexistische Frauendarstellungen einsetzten, mit Hasskommentaren beleidigt und bedroht wurden, veröffentlichte die Online-Publikation International Business Times eine Liste der sexistischsten Videospiele. Darin wurde God of War II hinter dem japanischen Rätsel- und Jump-’n’-Run-Spiel Catherine (2011) und dem Sportspiel Dead or Alive Paradise (2010) aus der Dead-or-Alive-Reihe auf den dritten Platz gesetzt. Die kanadisch-amerikanische Medienkritikerin und Videobloggerin Anita Sarkeesian kritisierte in ihrem Projekt Tropes vs. Women in Video Games die God-of-War-Reihe für ihre Sex-Minispiele, die den Spieler mit Erfahrungspunkten belohnen, wenn er erfolgreich Sex mit einer oder mehreren Frauen hat. Dieses Element wurde bereits im ersten Teil eingeführt und etablierte sich als ein typischer Running Gag der Reihe. Laut Sarkeesian reduzieren Videospiele, die Frauen als sexualisierte Spender von Erfahrungspunkten darstellen, diese auf Größen in einer mathematischen Gleichung, die direkt mit einem Zuwachs männlicher Macht verknüpft ist. Auf die Frage, ob die Art der Darstellung von Sexualität und Gewalt in God of War II eine bewusste Entscheidung gewesen sei, um männliche Spieler anzusprechen, und ob diese Elemente nicht weibliche Spielerinnen abschrecken könnten, antwortete Game Director Cory Barlog, dass beides nicht der Fall sei. Es sei aber eine bewusste Entscheidung gewesen, das Spiel so zu gestalten, wie es das Team haben wollte. Es gebe zudem viele Videospielerinnen, von denen er wisse, dass ihnen God of War II gut gefalle.

## Roman zum Spiel
Im Februar 2013 wurde eine Romanfassung von God of War II im Verlag Del Rey Books (später Random House) veröffentlicht. Der Autor war der amerikanische Science-Fiction und Fantasy-Schriftsteller Robert E. Vardeman, der – zusammen mit Matthew Stover – bereits eine Romanumsetzung des Vorgängerspiels verfasst hatte. Die deutschsprachige Übersetzung wurde unter dem Titel God of War II: Roman zum Game im Juli 2013 im Panini-Verlag veröffentlicht.

## Nachfolger

Logo von God of War III

Mit God of War III veröffentlichte Sony Computer Entertainment im März 2010 die Fortsetzung von God of War II für die PlayStation-3-Konsole und schloss damit die zentrale Haupttrilogie des God-of-War-Franchises ab. Die Handlung des Spiels führt direkt den offenen Schluss des Vorgängers fort. Kratos und die Titanen erklimmen den Olymp, um die Götter zu vernichten. Als erstes stellt sich ihnen Poseidon entgegen und wird nach einem langen, brutalen Kampf von Kratos getötet. Doch Zeus verbannt Kratos mit seinem Donnerkeil: Von Gaia im Stich gelassen, stürzt Kratos in den Unterweltfluss Styx. God of War III wurde wie die beiden anderen Teile von der Fachpresse sehr positiv bewertet; bei Metacritic erzielt das Spiel 92 %. Es gewann einige Preise, darunter zwei Spike Video Game Awards sowie eine Auszeichnung und zwei weitere Nominierungen bei den British Academy Video Games Awards. Im Juli 2015 erschien unter dem Titel God of War III Remastered eine überarbeitete Version des Spiels für die PlayStation 4.
Im Zeitraum zwischen der Veröffentlichung von God of War II und God of War III kamen zwei weitere Ableger der Spielereihe auf den Markt: das Handyspiel (Plattform Java ME) God of War: Betrayal im Juni 2007 und das Spiel God of War: Chains of Olympus für Sonys Handheld-Konsole PlayStation Portable im März 2008. Die beiden Teile sind jedoch keine Fortsetzung des zweiten Teils, denn ihre Handlung findet zu der Zeit statt, in der Kratos als Nachfolger von Ares der Gott des Krieges ist, also zwischen dem ersten und dem zweiten Teil. Chains of Olympus wurde zusammen mit dem im November 2010 erschienenen PlayStation-Portable-Spiel God of War: Ghost of Sparta in einer überarbeiteten HD-Version unter dem Titel God of War Collection Volume II für die PlayStation 3 veröffentlicht. Auch der im März 2013 veröffentlichte vierte Teil der Hauptreihe, God of War: Ascension, ist ein Prequel, dessen Handlung fast zehn Jahre vor dem ersten Teil stattfindet.